# 太平洋腹肢鮃
太平洋腹肢鮃（學名：Etropus delsmani pacificus）為輻鰭魚綱鰈形目鰈亞目牙鮃科的其中一種，為熱帶海水魚，分布於東太平洋巴拿馬至秘魯北部海域，棲息深度46-48公尺，體長可達6公分，棲息在泥底質或礫石底質底層水域，生活習性不明。